# Antaresia stimsoni
Espèce
Synonymes
- Liasis stimsoni Smith, 1985
- Liasis stimsoni orientalis Smith, 1985

Statut CITES
Antaresia stimsoni, le Python de Stimson, est une espèce de serpents de la famille des Pythonidae.

## Répartition
Cette espèce est endémique d'Australie. Elle se rencontre en Nouvelle-Galles du Sud, dans le Territoire du Nord, au Queensland et en Australie-Occidentale. Elle est l'espèce la plus répandue de python en Australie.

## Description
Antaresia stimsoni mesure de 30 à 87 cm dont 9,6 à 13,2 % pour la queue. Sa tête est écrue, fauve ou brun clair avec de petites taches brunes, brun foncé ou brun rougeâtre. Son dos reprend la même teinte de fond mais avec de grandes taches rondes ou allongées. Sa face ventrale est blanchâtre légèrement opalescent.
La sous-espèce orientalis se distingue de l'espèce type par un nombre moins important d'écailles ventrales (243 à 284 contre 260 à 302) et par la présence habituelle de 5 à 6 écailles au-dessus de sa lèvre supérieure contre 6 à 7 pour l'espèce type et par un motif différent sur son dos (composé de barres transversales).
C'est un serpent constricteur ovipare.

## Alimentation
Ce serpent mange principalement des petits mammifères, des grenouilles, des oiseaux et des    lézards.

## Habitat
Ces serpents vivent souvent dans les creux des pierres ou, s'ils vivent dans un désert, près d'arbres.

## Liste des sous-espèces
Selon The Reptile Database (9 nov. 2011) :
- Antaresia stimsoni stimsoni (Smith, 1985)
- Antaresia stimsoni orientalis (Smith, 1985)

## Étymologie
Cette espèce est nommée en l'honneur de Andrew Francis Stimson (1940-).

## Publication originale
- Smith, 1985 : A revision of the Liasis childreni species-group (Serpentes: Boidae). Records of the Western Australian Museum, vol. 12, no 3, p. 257-276 (texte intégral).